# Šund (film)
Šund (v izvirniku angleško Pulp Fiction) je ameriški kriminalni film režiserja Quentina Tarantina, ki je izšel leta 1994 v distribuciji Miramax Films. Zgodbo o članih kriminalnega podzemlja Los Angelesa sta napisala Tarantino in Roger Avary, v glavnih vlogah pa so zaigrali John Travolta, Samuel L. Jackson, Bruce Willis, Ving Rhames in Uma Thurman.
Film velja za Tarantinovo mojstrovino, ob izidu je postal takojšnji kritiški in prodajni hit ter z leti pridobil kultni status; zavoljo nekonvencionalne zgradbe (dogajanje ni predstavljeno v kronološkem zaporedju), eklektične mešanice nasilja in humorja ter obilne uporabe hommagea in raznih referenc ga označujejo za enega ključnih postmodernističnih filmov. Močno je vplival zlasti na neodvisno filmsko produkcijo v ZDA, poleg tega pa je predstavljal odskočno desko ali obuditev kariere za več glavnih igralcev. Osvojil je zlato palmo na filmskem festivalu v Cannesu tistega leta in bil nominiran za sedem oskarjev, vključno z oskarjem za najboljši film. Tarantino in Avary sta prejela oskarja za najboljši izvirni scenarij. Uvrstili so ga na številne sezname najboljših filmov vseh časov, leta 2013 pa ga je ameriška Kongresna knjižnica kot »kulturno, zgodovinsko ali estetsko pomemben film« uvrstila tudi v Narodni filmski register.

## Zgodba
Plačanca Jules Winnfield (Jackson) in Vincent Vega (Travolta) prispeta v nek stanovanjski blok, da bi za njunega šefa, gangsterja Marsellusa Wallacea (Rhames), prevzela kovček z dragoceno vsebino od njegovega pomočnika Bretta (Frank Whaley). Vincent preveri vsebino, nakar Jules ustreli enega od Brettovih pajdašev, da ga prestraši. Preden oditeta, Jules odrecitira Brettu verz iz Biblije (Ezekiel 25:17), nato pa ga z Vincentom prerešetata, saj je poskusil prevarati Marsellusa.
Tik pred odhodom pa plane iz kopalnice še en njegov pajdaš in začne divje streljati proti njima, a kljub majhnemu prostoru vsi njegovi streli zgrešijo, Jules in Vincent pa ga nato pokosita s svojim orožjem. Jules sklene, da sta preživela po čudežu, s čemer se Vincent ne strinja. Odpeljeta se z Marvinom (Phil LaMarr), ki je Marsellusu izdal Brettovo namero. Med vožnjo se Vincent obrne proti Marvinu, da bi slišal njegovo mnenje, a se mu sproži pištola in ustreli Marvina v obraz. Avtomobil s koščki Marvinove glave po polovici kabine odpeljeta skrit k znancu Jimmieju (Tarantino), ki stanuje v bližini. Jimmie vztraja, da njegova žena ne sme videti ničesar, ko se bo vrnila domov. Marsellus zato pošlje svojega čistilca Winstona Wolfea (Harvey Keitel) rešit težavo. Pod Winstonovim vodstvom Jules in Vincent očistita avtomobil, skrijeta truplo v prtljažnik, se znebita krvavih oblačil in odpeljeta avto na odpad, kjer ga bodo stisnili.
Nato se odpravita v restavracijo, kjer Jules pove Vincentu, da se bo upokojil, »čudež« v Brettovem stanovanju je namreč razumel kot znamenje. Medtem ko je Vincent na stranišču, se Pumpkin (Tim Roth) in Honey Bunny/Yolanda (Amanda Plummer) odločita oropati goste. Jules, ki ne more dopustiti, da bi mu vzela kovček, zamoti Pumpkina in nameri svojo pištolo vanj, nakar postane Honey Bunny panična in nameri v Julesa. Vincent se vrne s svojo pištolo in postavi roparja v pat položaj. Jules odrecitira svoj verz iz Biblije, izrazi željo, da bi spremenil svoje življenje, in ju pusti oditi. Nato z Vincentom odideta tudi sama. Kovček odneseta Marsellusu, ki ju sprejme po tem, ko podkupi boksarskega prvaka Butcha Coolidgea (Willis), da bi nalašč izgubil v napovedanem dvoboju. 
Naslednji dan Vincent nabavi heroin pri svojem preprodajalcu Lanceu. Vzame odmerek in se odpelje k Marsellusovi ženi Mii (Thurman), saj je obljubil, da jo bo spremljal naokrog zvečer, ko je Marsellus odsoten. Z Mio odideta na večerjo v tematski lokal, opremljen v slogu 1950. let, in se udeležita tekmovanja v tvistu ter se vrneta s pokalom. V Marsellusovi hiši gre Vincent na stranišče, medtem pa Mia najde heroin, za katerega misli, da je kokain. Posnifa merico in se predozira, zato Vincent oddivja z njo v avtu do Lanceove hiše, kjer jo rešijo z injekcijo adrenalina v srce.
Butch tisto noč prevara Marsellusa in med dvobojem ubije nasprotnika. V motelu, kjer sta se z dekletom Fabienne (Maria de Medeiros) pripravljala na beg iz mesta, naslednji dan odkrije, da je ona pozabila spakirati očetovo zlato uro. Ker gre za dragocen spominek – tik pred dvobojem se mu v sanjah ponovno prikaže prizor iz otroštva, kako mu jo je predal očetov vojni tovariš (Christoper Walken), s katerim sta bila v ujetništvu v Vietnamu, ki ga oče ni preživel – Butch pobesni in odvihra do svojega stanovanja iskat uro. Doma opazi pištolo na kuhinjskem pultu in zasliši, kako je nekdo pravkar potegnil vodo na stranišču. Iz stranišča pride Vincent, ki ga Butch ubije.
Medtem ko se Butch vrača s svojim avtomobilom, ga na semaforju po naključju opazi Marsellus in ga zasleduje v neko zastavljalnico. Njen lastnik, Maynard (Duane Whitaker), ju prekine med obračunom in ob grožnji s puško zveže v kleti. Pridruži se mu varnostnik Zed (Peter Greene) in skupaj odpeljeta Marsellusa v drugo sobo, da bi ga posilila, Butcha pa medtem straži »gimp«, tihi možak v BDSM-opravi. Butch se osvobodi spon in onesposobi gimpa ter se sprva nameni pobegniti, a se odloči, da bo rešil Marsellusa. S katano iz zastavljalnice ubije Maynarda, Marsellus pa pograbi Maynardovo puško in ustreli Zeda. Butchu pove, da sta si bot, če ne bo nikomur povedal o posilstvu in če bo zapustil Los Angeles za vedno. Butch z Zedovim motorjem pobere Fabienne in se z njo odpelje iz mesta.

### Pripovedna zgradba
Zgodba ni predstavljena v kronološkem zaporedju; sledi trem glavnim pripovednim nitim: v eni je protagonist mafijski plačanec Vincent Vega, v drugi boksar Butch Coolidge in v tretji Vincentov partner Jules Winnfield. Te tri niti se prepletajo na različne načine.
Film se prične z ropom restavracije in nadaljuje z Vincentovo, Julesovo ter Butchevo zgodbo. Na koncu se vrne na začetek, v restavracijo. Vsebuje sedem nizov; tri glavne pripovedne niti napovedujejo mednaslovi:
1. "Prolog — restavracija" (i)
2. uvod v "Vincent Vega in žena Marsellusa Wallacea"
3. "Vincent Vega in žena Marsellusa Wallacea"
4. uvod v "Zlata ura" (a — spomin, b — sedanjost)
5. "Zlata ura"
6. "Situacija z Bonnie"
7. "Epilog — restavracija" (ii)

Kronološko bi bili nizi razporejeni 4a, 2, 6, 1, 7, 4b, 3, 5. Niza 1 in 7 se delno prekrivata in sta predstavljena iz različnih zornih kotov, enako kot 2 in 6. Epizodna pripoved zakroži med začetkom in koncem, kar omogoča, da se nizi sklicujejo eden na drugega.

## Produkcija
Avary in Tarantino sta sprva nameravala ustvariti kratki film. Njuni načrti so se sproti razvijali in na koncu je od prvotne zamisli ostal Avaryjev del, ki je predstavljal osnovo za pripovedni niz »Zlata ura« (Tarantino je svoj del preoblikoval v režiserski prvenec Stekli psi). Tarantino se je po izidu Steklih psov leta 1992 lotil scenarija za Šund in ga z Avaryjevo pomočjo med bivanjem v Amsterdamu do januarja 1993 tudi končal. Za film se je zanimala distribucijska hiša Columbia TriStar, a je bil po mnenju vodilnih scenarij preveč dekadenten in z nizkoproračunsko noto, ki je bila v neskladju z načrtovano zvezdniško zasedbo. Zato je pravice odkupil Miramax, ki ga je malo pred tem prevzel Disney; njegov sopredsednik Harvey Weinstein je bil navdušen nad scenarijem in Šund je postal prvi film, ki ga je v celoti financiral Miramax. Največji zvezdnik, ki se je priključil projektu, je bil Bruce Willis, kar je bistveno pripomoglo pri trženju v tujini.
S principalno fotografijo so začeli 20. septembra 1993; ob razmeroma nizkemu proračunu okrog 8 milijonov USD je želel režiser ustvariti vtis visokoproračunske produkcije, zato je uporabil več trikov. Največji delež, 150.000 USD, je šel za restavracijo Jack Rabbit Slim's, ki so jo v celoti postavili znotraj nekega skladišča v Culver Cityju, v katerem so dobile prostor še nekatere druge scene in produkcijska pisarna. Snemanje so končali 30. novembra. Pred premiero je Tarantino prepričal Avaryja, da mu je odstopil ekskluzivne zasluge za scenarij in se zadovoljil z navedbo soavtorstva zgodbe.

## Izid in odziv
Film je povzročil senzacijo že na premierni polnočni predstavi na filmskem festivalu v Cannesu maja 1994, osvojena zlata palma pa mu je tudi po festivalu zagotovila medijsko odmevnost. Naslednjih nekaj mesecev je Tarantino promoviral svoje delo po manjših filmskih festivalih v Evropi, septembra pa je film otvoril Newyorški filmski festival, kjer je bil prav tako deležen pohval.
14. oktobra 1994 je Šund prišel na spored v ameriških kinematografih. Za razliko od večine neodvisnih filmov distributer ni začel s predvajanjem v majhnem številu kinodvoran in počasi povečeval občinstvo, temveč se je odločil za obširno premiero v 1.100 dvoranah hkrati. V prvem vikendu predvajanja se je uvrstil na prvo mesto po prihodkih, s čemer je prehitel akcijski triler Specialist s Sylvestrom Stalloneom in Sharon Stone v glavnih vlogah, ki je bil na sporedu že drugi teden, a v dvakrat več kinodvoranah. Ob proračunu 8,5 milijona USD za izdelavo in še 10 milijonov za oglaševanje je samo v domovini prinesel skoraj 110 milijonov prihodkov od predvajanja v kinematografih, po vsem svetu pa skupaj še enkrat toliko. Postal je prvi neodvisni film, ki je presegel mejo 100 milijonov prihodkov v ZDA.
Skoraj soglasno so ga takratni in kasnejši kritiki sprejeli z odobravanjem in označili za enega najvplivnejših filmov 1990. let. Na spletiščih, ki zbirajo in povprečijo recenzentske ocene, ima povprečno oceno nad 90 % (94 % pozitivnih ocen in povprečna ocena 9,1 od 10 na Rotten Tomatoes in povprečna ocena 94 od 100 na Metacriticu). Bolj kritične ocene so se osredotočale predvsem na nasilnost in postmodernistično izpraznjenost oz. odsotnost smisla, podobno kot pri Tarantinovih drugih filmih.